# 時死恋
時死恋（ときしこい）は、携帯電話専用のホラーテキストアドベンチャーゲーム。

## 概要
株式会社セガが運営・提供する携帯サイト、★ぷよぷよ！セガアプリのコンテンツの一つ。Docomo、Au、Softbank、Androidで配信中。
4つの章(CASE)で構成され3つのグッドエンディングと6つのバッドエンディングに分岐する。バッドエンディングになった時は幽霊状態のキャラクターが登場しグッドエンドへ向かうためのヒントを解説する。全てのエンディングを見る事によって物語の全体像が分かるようになっている。

## あらすじ
幽霊が視える少女泉宮美咲は、その力を利用して幼い頃自分の命を助けてくれた男の子の幽霊に会う事を願っていた。
彼女には幽霊に触れることで彼らの過去を読み取る『ホロウ・ビジョン』という能力がある。
日入町をさまよう幽霊の過去を呼び戻し、しがらみから解き放つことで過去に埋もれた真実を解き放っていくが、同時に謎の影が美咲の命を狙っていた。

## 登場人物

### 主人公と関わる登場人物
泉宮美咲（いずみやみさき）
女性。年齢17歳。身長158cm。職業：学生。
物語の主人公。幼少の頃に巻き込まれた火災の後遺症で、幽霊に触れる事により幽霊の過去の映像を見る事ができる能力を身につける。普段はその能力の事を隠し平凡に振舞っている。
吾妻冬花（あずまとうみ）
男性。年齢18歳。身長175cm。職業：学生。
美咲が所属する散歩部の先輩で、元剣道部。後輩の軽口には寛容で女子に人気があり、美咲とは気の合う友人として接している。下の名前を呼ばれる事を極端に嫌っている。
天方時緒（あまがたときお）
男性。年齢17歳。身長171cm。職業：学生。
美咲が部活中に知り合った、カジュアルで陽気な男子。会うたびに純粋な喜びの表情をし、腕白な一面を見せる。性格は破天荒で無茶な行動をとる傾向がある。

### 日入町をさまよう幽霊たち
神堂辰人（しんどうたつひと）
男性。没年齢18歳。身長165cm。職業：学生。
生前に何らかの悔いを残して自殺した少年。物腰が柔らかだが、自らの体験から周囲の人間に対する憎悪が強い為、口調は荒い。かつて日入町に存在した児童養護施設「タイヨウ館」でアルバイトをしていた。特設コラムでは前半の司会を務めている。
町田節子（まちだせつこ）
女性。没年齢47歳。身長160cm。職業：詐欺師。
人騙して得た金を数えて笑う小悪党。疑り深く常に人をおちょくった態度をとるが、実は子供好き。悲惨な最期を遂げたが幽霊となった後も気ままに過ごしている。美咲の周囲に時々現れ、からかうとも助言ともつかぬ言葉を残していく。他者の視界を奪う「視盗り（しとり）」という能力を備えている。
安住広乃（あずみひろの）
女性。没年齢15歳。身長155cm。職業：中学生。
生前は悪行三昧だった不良学生で、親だろうと容赦がない。半ば勘当状態で知り合いの家を転々としながら自堕落な生活をしていたが、暴行事件で命を落とす。
浅生一馬（あそうかずま）
男性。没年齢38歳。身長173cm。職業：会社員。
生前は暴力団幹部で味方より敵が多く、深夜の路上で惨殺されたが、彼の関係者はだれも涙を流さなかったらしい。知り合いの名を借りて偽名を名乗っている。

### その他の登場人物
いっちゃん
転校した美咲の友人で、よく長電話をする相手。長年の付き合いのせいか美咲に対する指摘も遠慮が無く、時折子供っぽい喧嘩のような会話にもなる。
謎の男の子
幼馴染の男の子。秘密基地で起こった火災で美咲をかばって亡くなっている。とある人物のホロウ・ビジョンに登場し生前の姿を知る事ができる。

## システム
ホロウ・ビジョン
幽霊に触れる事でその幽霊の「過去の映像」を見る能力。死者の記憶の一部を体に取り込むため副作用として眩暈や吐き気、混乱などの症状が現れる。
取得したホロウ・ビジョンは「リマインダー」と呼ばれるリストに保存され、見返すことができる。１回に取得したホロウ・ビジョンは記憶の欠片の一つであり、何度も取得することで全容を知ることができる。また、取得した順番が時系列に沿わないことがある。